# Demografía de la Comunidad Valenciana
La Comunidad Valenciana, es con 5 058 138 habitantes (INE 2021), la cuarta comunidad autónoma de España por población, y representa el 10,7 % de la población nacional. Su población se encuentra muy desigualmente distribuida, estando concentrada en la franja costera y presentando una densidad de población media de 215,2 hab./km². La región presenta un fuerte crecimiento demográfico desde los años 1960; el 13,5 % de su población es de nacionalidad extranjera (INE 2016).

## Distribución de la población

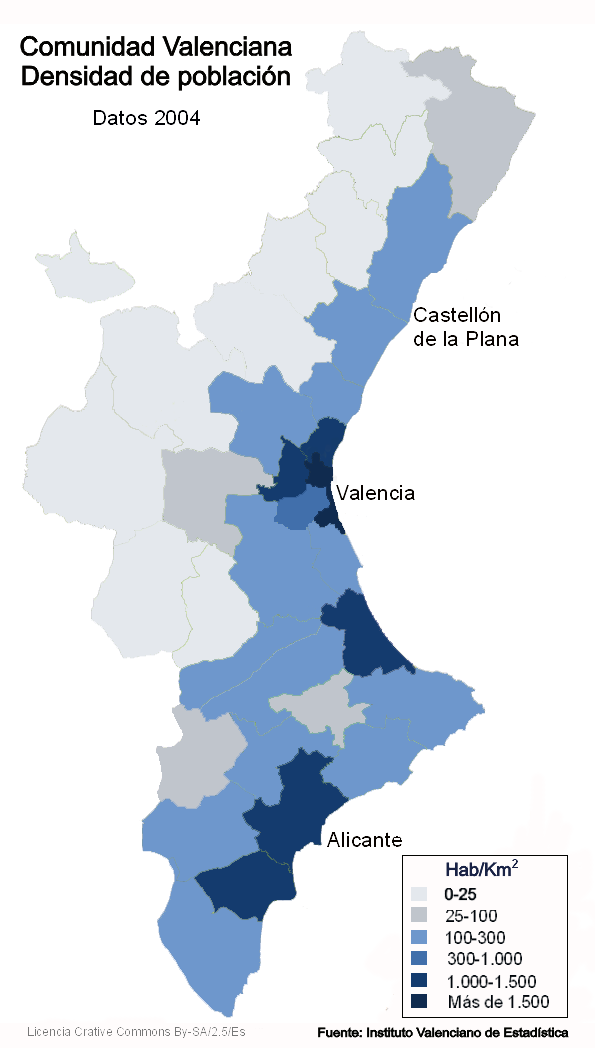
Densidad de población de la Comunidad Valenciana por comarcas (2004)

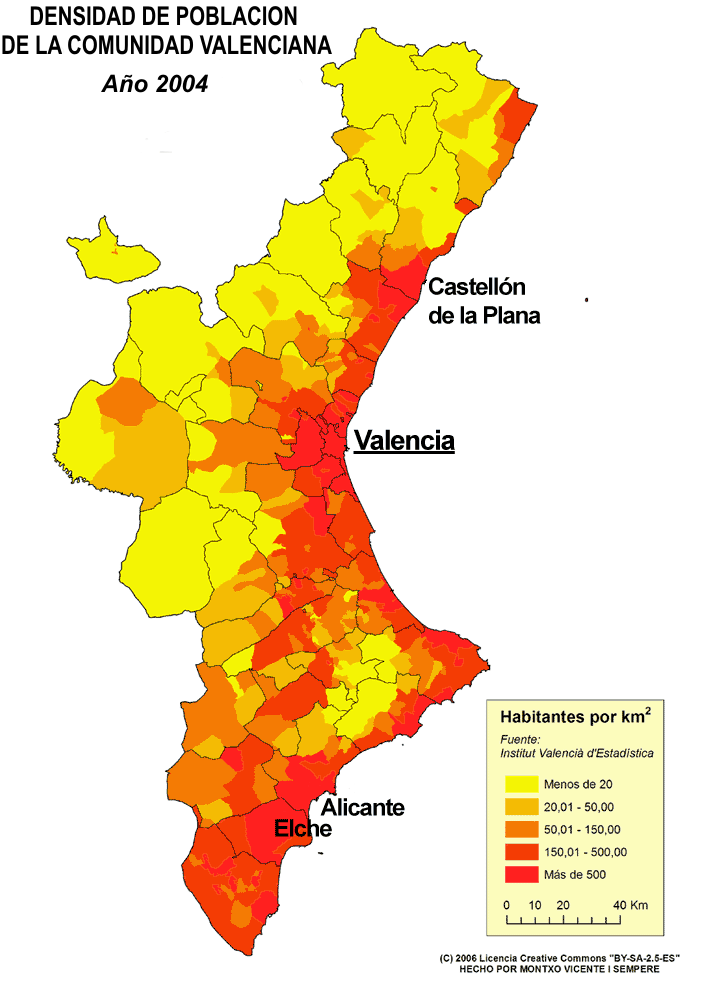
Densidad de población de la Comunidad Valenciana por municipios (2004)

La población valenciana tradicionalmente se concentraba en localidades y zonas de cultivo a la ribera de los ríos más importantes (Júcar, Turia, Segura, Vinalopó), así como en poblaciones costeras importantes con puertos, según las actividades agrícolas o comerciales. Las poblaciones más importantes solían ser, más antiguamente, Sagunto o Denia, durante gran parte de su historia, Valencia, Alicante, Játiva, Villena, Orihuela, Elche, Gandía, o Villarreal y, más recientemente, Alcira y Castellón de la Plana.
De esta distribución tradicional, originada por las características orográficas del territorio valenciano y la posibilidad de la agricultura de regadío, se deriva que, aún actualmente, la densidad de población es mayor en las zonas centrales y del sur, y menor en las zonas del norte y del interior. También afectó a la demografía (y es quizás la excepción a la mencionada distribución) la gran actividad industrial o de productos derivados de la agricultura, durante el siglo XX en ciudades no costeras como Alcoy, Onteniente, Elda-Petrel, Villena, y Vall de Uxó.
En los últimos años, se ha acentuado la concentración de las grandes capitales y sus localidades de las áreas metropolitanas (principalmente las dos mayores, el área metropolitana de Valencia y la de Alicante-Elche) y, muy especialmente, en pueblos y ciudades costeras. Así, poblaciones tradicionalmente pequeñas (como por ejemplo Benidorm o Torrevieja) han sufrido un incremento poblacional muy considerable (aún más remarcable durante las épocas cálidas del año) debido fundamentalmente a las migraciones estacionales generadas por el turismo.
Podríamos decir, por tanto, que la demografía valenciana es hoy en día clara y mayoritariamente urbana, con gran influencia de migraciones a causa del turismo y migraciones estacionales de segunda residencia, y con una evidente tendencia de desplazamiento hacia las poblaciones costeras.

### Principales municipios
| Núm. | Municipio               | Provincia | Pob.    | Núm. | Municipio   | Provincia | Pob.   | Valencia Alicante Elche Castellón de la Plana |
| ---- | ----------------------- | --------- | ------- | ---- | ----------- | --------- | ------ | --------------------------------------------- |
| 1    | Valencia                | Valencia  | 789 744 | 16   | Alcira      | Valencia  | 44 865 | Valencia Alicante Elche Castellón de la Plana |
| 2    | Alicante                | Alicante  | 337 304 | 17   | Mislata     | Valencia  | 44 320 | Valencia Alicante Elche Castellón de la Plana |
| 3    | Elche                   | Alicante  | 234 205 | 18   | Denia       | Alicante  | 42 953 | Valencia Alicante Elche Castellón de la Plana |
| 4    | Castellón de la Plana   | Castellón | 172 589 | 19   | Burjasot    | Valencia  | 38 712 | Valencia Alicante Elche Castellón de la Plana |
| 5    | Torrente                | Valencia  | 84 025  | 20   | Onteniente  | Valencia  | 35 946 | Valencia Alicante Elche Castellón de la Plana |
| 6    | Torrevieja              | Alicante  | 82 842  | 21   | Burriana    | Castellón | 34 903 | Valencia Alicante Elche Castellón de la Plana |
| 7    | Orihuela                | Alicante  | 78 940  | 22   | Villajoyosa | Alicante  | 34 684 | Valencia Alicante Elche Castellón de la Plana |
| 8    | Gandia                  | Valencia  | 75 970  | 23   | Santa Pola  | Alicante  | 34 148 | Valencia Alicante Elche Castellón de la Plana |
| 9    | Paterna                 | Valencia  | 71 361  | 24   | Villena     | Alicante  | 34 025 | Valencia Alicante Elche Castellón de la Plana |
| 10   | Benidorm                | Alicante  | 69 118  | 25   | Petrel      | Alicante  | 34 009 | Valencia Alicante Elche Castellón de la Plana |
| 11   | Sagunto                 | Valencia  | 67 043  | 26   | Aldaya      | Valencia  | 32 313 | Valencia Alicante Elche Castellón de la Plana |
| 12   | Alcoy                   | Alicante  | 59 128  | 27   | Vall de Uxó | Castellón | 31 549 | Valencia Alicante Elche Castellón de la Plana |
| 13   | San Vicente del Raspeig | Alicante  | 58 912  | 28   | Manises     | Valencia  | 31 287 | Valencia Alicante Elche Castellón de la Plana |
| 14   | Elda                    | Alicante  | 52 551  | 29   | Chirivella  | Valencia  | 30 208 | Valencia Alicante Elche Castellón de la Plana |
| 15   | Villarreal              | Castellón | 51 130  | 30   | Crevillente | Alicante  | 29 717 | Valencia Alicante Elche Castellón de la Plana |

### Principales áreas metropolitanas
Principales áreas metropolitanas de la Comunidad Valenciana, con número de habitantes a INE 2008.
- Área metropolitana de Valencia: tercera área metropolitana de España. 1 774 350 hab.
- Área metropolitana de Alicante-Elche: área metropolitana bipolar, gravitando alrededor de la aglomeración de Alicante y de la de Elche. 849 053 hab.
- Área metropolitana de Castellón de la Plana: 309 420 hab.
- Conurbación Elda-Petrel: 89 233 hab.

### Distribución por provincias
| Provincia       | Población | Densidad (en hab/km²) | % Com. Valenciana | % España |
| --------------- | --------- | --------------------- | ----------------- | -------- |
| Valencia        | 2 540 707 | 236,06                | 51,42 %           | 5,46 %   |
| Alicante        | 1 825 332 | 313,85                | 36,94 %           | 3,92 %   |
| Castellón       | 575 470   | 86,77                 | 11,65 %           | 1,24 %   |
| Com. Valenciana | 4 941 509 | 212,49                | 100 %             | 10,62 %  |

La provincia más densamente poblada es la de Alicante, aunque debido a ser la de menor extensión, es superada en población absoluta por la provincia de Valencia.

## Evolución de la población
|            | 1857      | 1887      | 1900      | 1910      | 1920      | 1930      | 1940      | 1950      |
| ---------- | --------- | --------- | --------- | --------- | --------- | --------- | --------- | --------- |
| Población  | 1 246 485 | 1 459 465 | 1 587 533 | 1 704 127 | 1 745 514 | 1 896 738 | 2 176 670 | 2 307 068 |
| Porcentaje | 8,06 %    | 8,31 %    | 8,53 %    | 8,52 %    | 8,16 %    | 8,01 %    | 8,37 %    | 8,20 %    |
|            | 1960      | 1970      | 1981      | 1991      | 1996      | 2001      | 2006      | 2021      |
| Población  | 2 480 879 | 3 073 255 | 3 646 765 | 3 923 841 | 4 009 329 | 4 202 608 | 4 806 908 | 5 004 844 |
| Porcentaje | 8,11 %    | 9,05 %    | 9,66 %    | 9,95 %    | 10,11 %   | 10,22 %   | 10,75 %   | 5 051 250 |

### Gráfica de población 1900-2000
| Gráfica de evolución demográfica de Demografía de la Comunidad Valenciana entre 1900 y 2010 |
|                                                                                             |

### Gráfica de población 1990-2016
| Gráfica de evolución demográfica de Demografía de la Comunidad Valenciana entre 1990 y 2016 |
|                                                                                             |

### Pirámide demográfica
A comienzos del siglo XXI, la estructura de población de la Comunidad Valenciana denota una clara madurez demográfica, fruto del largo proceso de transición demográfica que se prolongó en tierras valencianas hasta el siglo XX. Observando la pirámide demográfica de la Comunidad Valenciana del año 2010, se pueden observar las siguientes características de la estructura de la población valenciana: 
1. Un claro descenso de la población joven, debido a la importante disminución de la natalidad.
2. Aumento de población adulta, debido a la entrada en fase adulta del numeroso contingente de población nacido tras la bonanza económica de los años 60 -baby boom-. A este hecho hay que unirle el numeroso aporte de población inmigrante, normalmente en edad adulta.
3. Aumento de la población de la tercera edad, debido al aumento de la esperanza de vida.

En cuanto a la estructura por sexo, hay varios aspectos a resaltar: pese a que nacen un mayor número de niños, en la tercera edad la mayor proporción de población anciana femenina es mayor, debido a la mayor esperanza de vida de la mujer; y por otra parte el mayor porcentaje de población adulta masculina, en gran parte debido al mayor número de nacimientos de niños, así como también por la llegada a tierras valencianas de población inmigrante, que en su mayoría es de sexo masculino.

## Natalidad y muertes en un año
| Indicador demográfico                                                      | Com. Valenciana | España    |
| -------------------------------------------------------------------------- | --------------- | --------- |
| Saldo vegetativo (2014)                                                    | 0,74 ‰          | 0,77 ‰    |
| Tasa bruta de natalidad (2016)                                             | 8,49 %          | 8,75 %    |
| Tasa de mortalidad (2016)                                                  | 8,63 ‰          | 8,76 ‰    |
| Tasa de mortalidad infantil (2014)                                         | 2,3 ‰           | 2,9 ‰     |
| Tasa global de fecundidad (2014) [Nacidos por mil mujeres de 15 a 49 años] | 37,8 ‰          | 38,3 ‰    |
| Número medio de hijos por mujer (2014)                                     | 1,30            | 1,32      |
| Edad media a la maternidad (2014)                                          | 31,6 años       | 31,8 años |
| Esperanza de vida total (2014)                                             | 82,6 años       | 83 años   |
| Esperanza de vida mujeres (2014)                                           | 85,1 años       | 85,7 años |
| Esperanza de vida varones (2014)                                           | 80 años         | 80,2 años |

## Población extranjera
El 13,5 % de la población es de nacionalidad extranjera (INE 2016), frente a un 10,7 % de media en el conjunto de España. La Comunidad Valenciana es, tras las Islas Baleares, las segunda región del país con mayor porcentaje de inmigrantes. Bajando al nivel provincial, la de Alicante es la provincia española con mayor porcentaje de extranjeros (un 20,6 % sobre el total de la población), la de Castellón la cuarta (un 15,9 %) y la de Valencia la decimocuarta (un 10,2 %).
En la primera y segunda líneas de costa de la provincia de Alicante hay un gran número de residentes noreuropeos (principalmente británicos, seguidos de alemanes, neerlandeses, belgas y escandinavos); en varias localidades de esta zona hay, de hecho, un mayor número de extranjeros censados que de españoles. En la provincia de Castellón hay una de las comunidades rumanas más importantes de España. En el resto de la Comunidad predomina la inmigración iberoamericana.
Por zonas de procedencia, el 59,4 % de los extranjeros residentes provienen de algún país europeo, el 24,7 % de Iberoamérica, el 12,2 % de África (principalmente del Magreb) y el 3,3 % de Asia (principalmente de China).